# Scuola dei Sartori
La Scuola dei Sartori abritait l’école de dévotion et de charité de l'art des tailleurs de Venise. Elle était située campo dei Gesuiti dans le sestiere de Cannaregio.

## Historique

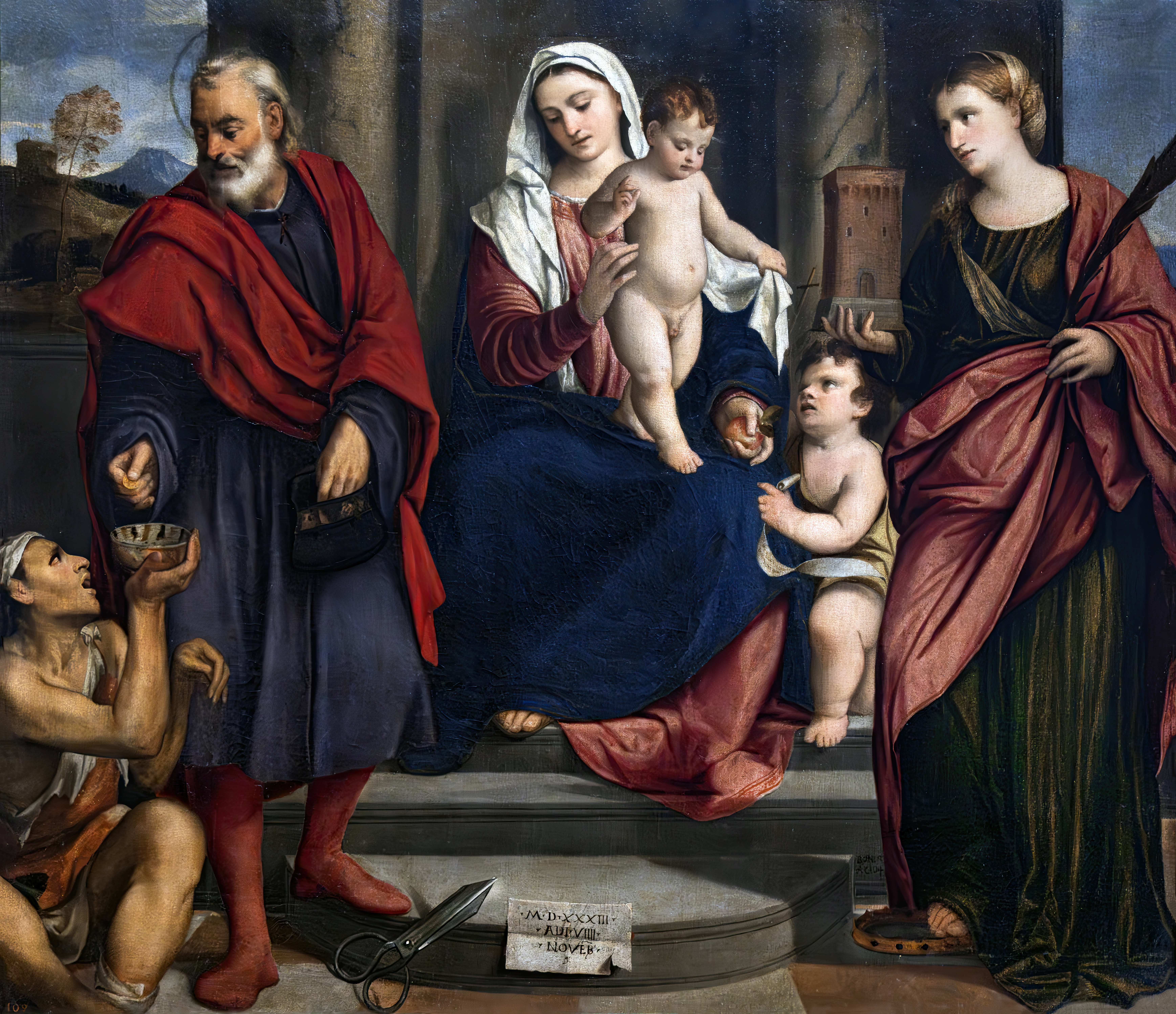
Véronese, La Madone avec sainte Barbara et saint Hommebon de Crémone

## L'art des sartori
Les sartori (ou finestrai) rassemblaient les artisans dont l'ordre est le plus ancien parmi les Capitolari dei mestieri veneziani. Le protecteur de la schola fut San Omobono Tucenghi, protecteur de Crémone, mort en 1197 et premier laïc non noble canonisé du Moyen Age. Fils d'un tailleur, il a poursuivi le travail de son père tout en consacrant sa vie à aider les pauvres. Pendant la République, la zone la plus renommée pour les tailleurs se trouvait près de l'église de San Giacomo di Rialto.
Il rassemblait plusieurs branches (colonelli) :
- sartori da veste :  vestes, costumes
- sartori da calze : chaussettes, chaussons
- sartori da ziponi ou giuponeri[2] : confectionneurs/vendeurs de vestes de coton (ziponi), gilets, draps de lit, barèges, zendadi, soutanes et vêtements rembourrés.

Les statistiques de 1773 comportent 279 capimaestri, 2 garzoni, 200 ouvriers, 300 mistre (professeurs) et 172 boutiques.